# Andrea Giampaoli
Andrea Giampaoli (Pesaro, 2 marzo 1990) è un cestista italiano, di ruolo playmaker.

## Carriera

### Club
Ha militato nelle giovanili della Victoria Libertas Pesaro, con cui ha esordito da professionista nel Campionato di Legadue 2006-2007 contro il Banco di Sardegna Sassari. È stato più volte aggregato in prima squadra nelle stagioni successive in Serie A, senza disputare altre partite.
Nel 2010 è passato al Basket Anagni, con cui ha disputato 28 partite in Serie A Dilettanti FIP 2010-2011. Dal 2011 milita nella Pallacanestro Firenze.

### Nazionale
Con l'Italia under 20 ha disputato 8 partite ai FIBA EuroBasket Under-20 2010, chiusi al 10º posto.